# 3956 Caspar
3956 Caspar је астероид главног астероидног појаса са средњом удаљеношћу од Сунца која износи 2,239 астрономских јединица (АЈ).
Апсолутна магнитуда астероида је 13,2.